# ماین (رود)
 ماین رودی است به لوار می‌ریزد. این رود از کشور فرانسه می‌گذرد. ارتفاع سرچشمه آن ۳۰۰ متر (۹۸۰ فوت) است.